# پزشک زندانی
پزشک زندانی (به انگلیسی: Doctor Prisoner، به کره‌ای: 닥터 프리즈너) یک مجموعه تلویزیونی کره جنوبی سال ۲۰۱۹ با بازی نام گونگ مین، کوآن نارا و کیم بیونگ-چول است. این سریال از ۲۰ مارس تا ۱۵ مه ۲۰۱۹، روزهای چهارشنبه و پنجشنبه‌ ساعت ۲۲:۰۰ (کی‌اس‌تی) از کی‌بی‌اس۲ پخش شد.

## خلاصهٔ داستان
یک پزشک ماهر(نام گونگ مین) پس از اینکه متهم به قصور پزشکی شد مجبور به ترک کار در بیمارستان می شود. او با هدف به دست آوردن ارتباطات کافی برای انتقام گیری، در زندان شروع به کار می‌کند.

## بازیگران

### اصلی
- نام گونگ مین در نقش نا یی جه

یک پزشک ماهر که همیشه مراقب بیماران خود است اما پس از وقوع حادثه‌ای مجبور است بیمارستان را ترک کند.
- کوآن نارا در نقش هان سو گوم

یک روانپزشک که در بیمارستان تگانگ کار می‌کند و داوطلب کار در زندان می‌شود.
- کیم بیونگ-چول در نقش سون مین شیک

یک مدیر پزشکی که در زندان کار میکند.
- چوی وون یونگ در نقش لی جه جون

جانشین اصلی گروه بزرگ تگانگ 

### مکمل

#### خانواده گروه تگانگ
- جین هی کیونگ در نقش مو یی را

بازیگر سابق که همسر دوم لی دوک سونگ است
- لی دا-این در نقش لی جه این

کوچکترین دختر خانواده تگانگ که زیبایی و هوش را باهم دارد و برای محافظت از خانواده‌اش وارد دانشکده حقوق می‌شود تا وکیل شود.
- پارک ایون سوک در نقش لی جه هوان

پسر دوم خانواده تگانگ. ناامنی او به عنوان پسر همسر دوم باعث می‌شود که او یک آشوبگر باشد.

#### مردم در زندان غرب سئول
- لی مین یونگ در نقش بوک هه سو

داروساز. نا یی جه برادرش را وقتی زندانی بوده نجات داده است.
- لی جون هیوک در نقش کو یونگ چول، پزشک
- کانگ شین ایل در نقش کیم سانگ چون

زندانی ای که به حبس ابد محکوم شده است.
- جانگ جون نیونگ در نقش ته چون هو

دوست زندانی کیم سانگ چون
- لی یونگ جون در نقش هیون جه مین

رئیس گروه زندانیان اراذل و اوباش
- لی هیون کیون در نقش سرپرست هام گیل سون
- پارک سو یونگ در نقش سرپرست اوه چول مین
- کانگ هونگ سوک در نقش شین هیون سانگ

#### سایر بازیگران
- جانگ هیون سونگ در نقش کالبدشکاف جونگ وی شیک
- بائه یونگ کیونگ در نقش جونگ سه جین
- شین ها یونگ در نقش نا یی هیون، خواهر نا یی جه
- کیم جونگ نان در نقش اوه جونگ هی
- چوی دوک مون در نقش رئیس مرکز بیمارستان تگانگ
- چائه دونگ هیون در نقش چوی دونگ هون، دکتر در بیمارستان تگانگ
- کیم دائه ریونگ در نقش چوی جونگ وو، منشیِ لی جه جون
- وو می هوا در نقش کیم یونگ سون، همسر مدیر سون مین شیک
- کانگ جی هو در نقش کالبدشکاف کانگ
- نام کیونگ یوب در نقش نماینده‌مجلس جونگ مین جه
- اوه دونگ مین در نقش مون یونگ سونگ
- جونگ ایم گئوم در نقش سون مین جونگ
- ریو وون در نقش هان بیت، برادر کوچکتر هان سوگوم

### بازیگران مهمان
- پارک جی یون در نقش مادر ها اون (۱–۲)
- لی جو سیونگ در نقش کیم سوک وو (۳، ۹–۱۲)
- کیم جی-اون در نقش اوه مین جونگ (قسمت ۱۲،۱۰)
- پارک سه هیون در نقش کیم هه جین
- بائه سیونگ ایک در نقش هونگ نام پیو

## تولید
اولین جلسه فیلمنامه خوانی در ژانویه ۲۰۱۹ در ایستگاه پخش کی‌بی‌اس در یوئیدو، کره‌جنوبی انجام شد.

## بینندگان
- در جدول زیر، اعداد آبی کمترین رتبه را دارند و اعداد قرمز بالاترین رتبه را نشان می‌دهند.
- ن/م بیانگر این است که رتبه بندی مشخص نیست.

| قسمت        | تاریخ پخش اصلی | میانگین سهم مخاطب | میانگین سهم مخاطب | میانگین سهم مخاطب |
| قسمت        | تاریخ پخش اصلی | AGB Nielsen       | AGB Nielsen       | TNmS              |
| قسمت        | تاریخ پخش اصلی | سراسر کشور        | سئول              | سراسر کشور        |
| ----------- | -------------- | ----------------- | ----------------- | ----------------- |
| ۱           | ۲۰ مارس، ۲۰۱۹  | ۸٫۴٪ (هشتم)       | ۸٫۶٪ (ششم)        | ۹٫۰٪              |
| ۲           | ۲۰ مارس، ۲۰۱۹  | ۹٫۸٪ (ششم)        | ۱۰٫۲٪ (پنجم)      | ۱۰٫۱٪             |
| ۳           | ۲۱ مارس، ۲۰۱۹  | ۱۲٫۲٪ (پنجم)      | ۱۲٫۸٪ (چهارم)     | ۱۰٫۸٪             |
| ۴           | ۲۱ مارس، ۲۰۱۹  | ۱۴٫۱٪ (سوم)       | ۱۵٫۰٪ (دوم)       | ۱۲٫۷٪             |
| ۵           | ۲۷ مارس، ۲۰۱۹  | ۱۲٫۱٪ (پنجم)      | ۱۲٫۲٪ (چهارم)     | ۱۱٫۳٪             |
| ۶           | ۲۷ مارس، ۲۰۱۹  | ۱۳٫۹٪ (سوم)       | ۱۴٫۲٪ (دوم)       | ۱۳٫۱٪             |
| ۷           | ۲۸ مارس، ۲۰۱۹  | ۱۳٫۰٪ (چهارم)     | ۱۴٫۰٪ (چهارم)     | ۱۱٫۸٪             |
| ۸           | ۲۸ مارس، ۲۰۱۹  | ۱۴٫۵٪ (سوم)       | ۱۵٫۶٪ (دوم)       | ۱۳٫۱٪             |
| ۹           | ۳ آوریل، ۲۰۱۹  | ۱۳٫۲٪ (چهارم)     | ۱۳٫۵٪ (چهارم)     | ۱۲٫۰٪             |
| ۱۰          | ۳ آوریل، ۲۰۱۹  | ۱۵٫۴٪ (دوم)       | ۱۵٫۹٪ (دوم)       | ۱۲٫۸٪             |
| ۱۱          | ۴ آوریل، ۲۰۱۹  | ۱۳٫۳٪ (چهارم)     | ۱۵٫۰٪ (سوم)       | ۱۱٫۵٪             |
| ۱۲          | ۴ آوریل، ۲۰۱۹  | ۱۴٫۶٪ (سوم)       | ۱۶٫۰٪ (دوم)       | ۱۳٫۰٪             |
| ۱۳          | ۱۰ آوریل، ۲۰۱۹ | ۱۲٫۷٪ (چهارم)     | ۱۳٫۳٪ (سوم)       | ۱۲٫۰٪             |
| ۱۴          | ۱۰ آوریل، ۲۰۱۹ | ۱۵٫۲٪ (سوم)       | ۱۵٫۹٪ (دوم)       | ۱۳٫۳٪             |
| ۱۵          | ۱۱ آوریل، ۲۰۱۹ | ۱۲٫۵٪ (چهارم)     | ۱۳٫۶٪ (سوم)       | —                 |
| ۱۶          | ۱۱ آوریل، ۲۰۱۹ | ۱۴٫۷٪ (دوم)       | ۱۶٫۲٪ (دوم)       | —                 |
| ۱۷          | ۱۷ آوریل، ۲۰۱۹ | ۱۲٫۴٪ (چهارم)     | ۱۲٫۹٪ (سوم)       | ۱۲٫۴٪             |
| ۱۸          | ۱۷ آوریل، ۲۰۱۹ | ۱۴٫۵٪ (سوم)       | ۱۴٫۷٪ (دوم)       | ۱۳٫۶٪             |
| ۱۹          | ۱۸ آوریل، ۲۰۱۹ | ۱۲٫۳٪ (چهارم)     | ۱۳٫۵٪ (سوم)       | ۱۱٫۸٪             |
| ۲۰          | ۱۸ آوریل، ۲۰۱۹ | ۱۴٫۷٪ (دوم)       | ۱۶٫۲٪ (دوم)       | ۱۲٫۶٪             |
| ۲۱          | ۲۴ آوریل، ۲۰۱۹ | ۱۲٫۶٪ (چهارم)     | ۱۳٫۲٪ (سوم)       | ۱۱٫۸٪             |
| ۲۲          | ۲۴ آوریل، ۲۰۱۹ | ۱۴٫۶٪ (سوم)       | ۱۵٫۴٪ (دوم)       | ۱۳٫۱٪             |
| ۲۳          | ۲۵ آوریل، ۲۰۱۹ | ۱۱٫۵٪ (چهارم)     | ۱۳٫۲٪ (چهارم)     | ۱۰٫۹٪             |
| ۲۴          | ۲۵ آوریل، ۲۰۱۹ | ۱۳٫۴٪ (سوم)       | ۱۵٫۰٪ (سوم)       | ۱۲٫۵٪             |
| ۲۵          | ۱ مه، ۲۰۱۹     | ۱۲٫۳٪ (چهارم)     | ۱۲٫۹٪ (دوم)       | ۱۱٫۷٪             |
| ۲۶          | ۱ مه، ۲۰۱۹     | ۱۳٫۶٪ (سوم)       | ۱۴٫۵٪ (اول)       | ۱۲٫۵٪             |
| ۲۷          | ۸ مه، ۲۰۱۹     | ۱۱٫۹٪ (چهارم)     | ۱۳٫۲٪ (دوم)       | ۱۱٫۰٪             |
| ۲۸          | ۸ مه، ۲۰۱۹     | ۱۴٫۵٪ (اول)       | ۱۶٫۰٪ (اول)       | ۱۲٫۶٪             |
| ۲۹          | ۹ مه، ۲۰۱۹     | ۱۲٫۳٪ (سوم)       | ۱۳٫۷٪ (دوم)       | ۱۱٫۰٪             |
| ۳۰          | ۹ مه، ۲۰۱۹     | ۱۴٫۲٪ (اول)       | ۱۵٫۶٪ (اول)       | ۱۲٫۸٪             |
| ۳۱          | ۱۵ مه، ۲۰۱۹    | ۱۳٫۲٪ (چهارم)     | ۱۴٫۷٪ (دوم)       | ۱۲٫۲٪             |
| ۳۲          | ۱۵ مه، ۲۰۱۹    | ۱۵٫۸٪ (اول)       | ۱۷٫۲٪ (اول)       | ۱۳٫۹٪             |
| میانگین     | میانگین        | ۱۳٫۲۳٪            | ۱۴٫۱۸٪            | —                 |
| قسمت ویژه ۱ | ۲ مه، ۲۰۱۹     | ۶٫۰٪ (چهاردهم)    | ۶٫۲٪ (دوازدهم)    | ۷٫۰٪              |
| قسمت ویژه ۱ | ۲ مه، ۲۰۱۹     | ۶٫۸٪ (نهم)        | ۷٫۲٪ (ششم)        | ۶٫۶٪              |
| قسمت ویژه ۲ | ۱۶ مه، ۲۰۱۹    | ۵٫۱٪ (هجدهم)      | ۵٫۷٪ (یازدهم)     | ۴٫۷٪              |
| قسمت ویژه ۲ | ۱۶ مه، ۲۰۱۹    | ۵٫۲٪ (شانزدهم)    | ۵٫۷٪ (یازدهم)     | ۴٫۸٪              |

## یادداشت
1. 1 2  In order to circumvent Korean laws that prevent commercial breaks in the middle of an episode, what would previously have been aired as single 70 minute episodes are now being repackaged as two 35 minute episodes, with two episodes being shown each night with a commercial break between the two.[۱]
2. ↑  Due to some ratings not recorded, the exact average rating is unknown.